# Sahifat Dar al-Ulum
Die arabischsprachige Zeitschrift Saḥīfat Dār-al-ʿUlūm (arabisch صحيفة دار العلوم, DMG Saḥīfat Dār-al-ʿUlūm ‚„Die Zeitschrift des Hauses der Wissenschaften“‘) erschien von 1934 bis 1947 in Kairo. Gegründet wurde sie von Sayyid Qutb (1905–1966), einem bekannten ägyptischen Schriftsteller, Dichter und Kritiker, der als einer der wichtigsten Vordenker der Muslimbruderschaft gilt, sowie Sa'd al-Labban und Muhammad Ibrahim Jabr. Nach einer Ausbildung zum Lehrer machte Qutb im Gründungsjahr der Zeitschrift seinen Abschluss an der Universität Dār al-ʿUlūm in Kairo. Inhaltlich legten die Herausgeber ihren Fokus auf die „neuesten pädagogischen, sozialen und linguistischen Theorien“ und verfolgten das Ziel, durch ihre intellektuelle islamische Ausrichtung und ihren Anspruch an die Studenten mit der Reputation der al-Azhar und der Ägyptischen Universität zu konkurrieren. Qutb veröffentlichte seine Artikel neben der Saḥīfat Dār-al-ʿUlūm auch in anderen Zeitschriften unterschiedlichster ideologischer Ausrichtung, darunter ar-Risala und aš-Šuʿūn al-iǧtimāʿīya.